# Dalbergia melanoxylon
Dalbergia melanoxylon je strom z čeledi bobovitých, pocházející z Afriky a poskytující ceněné dřevo, známé jako grenadill či jako nepravý nebo mosambický eben, případně babanus. Dřevo je olejnaté, trvanlivé, velmi těžké a tvrdé. Je tmavě purpurově hnědé nebo šedohnědé (někdy až modročerné) s černými pruhy. Běl je úzká, šedavě bílá. Těží se zejména v Mosambiku, Tanzanii, a Súdánu. Používá se zejména na výrobu luxusního nábytku, pro intarzie či řezbářství. Velmi oblíbené je také u výrobců hudebních nástrojů (např. klarinety či skotské dudy).